# Contea di Cherokee (Iowa)
La contea di Cherokee (in inglese Cherokee County) è una contea dello Stato USA dell'Iowa. Il nome deriva dalla tribù di nativi americani Cherokee. Al censimento del 2000 la popolazione era di 13 035 abitanti. Il capoluogo della contea è Cherokee. ID contea 19035.

## Geografia fisica
L'U.S. Center Bureau certifica che l'estensione della contea è di 1495 km², di cui 1495 km² composti da terra e i rimanenti 0 km² composti di acqua.

## Infrastrutture e trasporti

### Strade
- U.S. Highway 59
- Iowa Highway 3
- Iowa Highway 7
- Iowa Highway 31
- Iowa Highway 143

## Contee confinanti
- Contea di O'Brien, Iowa - nord
- Contea di Buena Vista, Iowa - est
- Contea di Ida, Iowa - sud
- Contea di Woodbury, Iowa - sud-ovest
- Contea di Plymouth, Iowa - ovest

## Storia
La contea è stata costituita nel 1851.

## Comunità e località
La contea di Cherokee contiene otto città e sedici township:

### Città
- Aurelia
- Cherokee
- Cleghorn
- Larrabee
- Marcus
- Meriden
- Quimby
- Washta

### Townships
- Afton
- Amherst
- Cedar
- Cherokee
- Diamond
- Grand Meadow
- Liberty
- Marcus
- Pilot
- Pitcher
- Rock
- Sheridan
- Silver
- Spring
- Tilden
- Willow